# Yessongs
Yessongs è il primo album dal vivo del gruppo rock progressivo britannico Yes, pubblicato nel 1973.

## Storia
I brani sono stati registrati durante il tour di Close to the Edge, tranne due (Perpetual Change e Long Distance Runaround/The Fish) che risalgono invece al precedente tour di Fragile. L'album fu pubblicato dalla Atlantic Records come triplo vinile e poi su doppio CD.
I due brani del tour di Fragile sono gli unici con Bill Bruford alla batteria; Bruford infatti abbandonò il gruppo poco dopo l'uscita di Close to the Edge, e fu sostituito da Alan White, che suonò in tour e divenne in seguito membro stabile della band.

## Brani
L'album si apre con un brano (non eseguito dal gruppo ma diffuso da un nastro registrato) tratto dal finale de uccello di fuoco di Igor' Fëdorovič Stravinskij, che da quell'epoca divenne la musica d'apertura standard dei concerti degli Yes. Nello stesso album, Jon Anderson canta un breve passaggio di un altro balletto di Stravinskij, La sagra della primavera.
Alcuni brani sono assoli: Mood for a Day (da Fragile) è un assolo di chitarra acustica di Steve Howe, che si esibisce anche in un assolo di chitarra elettrica in Yours Is No Disgrace. The Fish (Schindleria Praematurus) compare in una versione estesa rispetto all'originale su Fragile, con un lungo assolo di Chris Squire.  Bill Bruford esegue un assolo di batteria nella sezione centrale di Perpetual Change. Rick Wakeman, infine, propone un assolo con diversi estratti dal suo album The Six Wives of Henry VIII (album).

## Copertina
Il packaging dell'album originale, in vinile, fu realizzato dall'artista Roger Dean, a cui si devono la maggior parte delle copertine degli Yes. Vi si trovano quattro distinti pannelli che continuano un tema iniziato con Fragile. Sul retro di Fragile veniva mostrato un piccolo pianeta che si sgretolava in grandi pezzi, sovrastato da una nave volante. Il primo pannello di Yessongs, intitolato Escape, mostra la nave che sembra condurre uno di questi frammenti attraverso lo spazio. Il secondo pannello (Arrival) mostra i frammenti che si immergono nell'acqua in un nuovo mondo. Nel successivo Awakening, questo nuovo mondo diventa l'habitat di numerose piante e specie animali. L'immagine finale, Pathways, mostra l'avvento della civiltà. Questo tema fu anche ripreso nel film Floating Islands; la barca volante, battezzata Moorglade Mover, divenne uno dei loghi degli Yes e fu utilizzata su diversi altri album, oltre a comparire in Olias of Sunhillow di Jon Anderson (1976).

## Video
Di Yessongs fu anche realizzato un film omonimo distribuito anche nelle sale (successivamente pubblicato su VHS e poi anche su laser disc e DVD). Il video mostra parte del concerto al Rainbow Theater di Londra del 15 dicembre 1972. Solo due delle esecuzioni presenti nel film coincidono con quelle dell'album: Close To The Edge e, durante i titoli di coda, Würm, il finale di Starship Trooper.
Da notare che il film originale durava circa 135 minuti, ma nella versione messa in vendita su VHS e successivamente su dvd e bd la durata era di soli 72 minuti poi portata a 84 nella versione BD rimasterizzata per i 40 anni di pubblicazioni. Non risulta che esista un video con il film originale completo.

## Accoglienza
Ebbe un grande successo sia commerciale che di critica, raggiungendo la settima posizione nella classifica britannica, la dodicesima nella classifica statunitense e la nona in Italia.

## Tracce
1. Opening (excerpt from "Firebird Suite") – 3:47
2. Siberian Khatru – 9:03
3. Heart of the Sunrise – 11:33
4. Perpetual Change – 14:11
5. And You and I – 9:33
6. Mood For a Day – 2:53
7. Excerpts from the Six Wives of Henry VIII – 6:37
8. Roundabout – 8:33
9. I've Seen All Good People – 7:09
10. Long Distance Runaround/The Fish (Schindleria Praematurus) – 13:37
11. Close to the Edge – 18:13
12. Yours Is No Disgrace – 14:23
13. Starship Trooper – 10:17

## Formazione
- Jon Anderson - voce
- Chris Squire - basso, voce secondaria
- Rick Wakeman - tastiera
- Bill Bruford - batteria ("Perpetual Change" e "Long Distance Runaround/The Fish")
- Alan White - batteria (tutte le altre tracce)
- Steve Howe - chitarra, voce secondaria